# Cyrtophrys attenuatus
Cyrtophrys attenuatus là một loài ruồi trong họ Asilidae. Cyrtophrys attenuatus được Loew miêu tả năm 1851.